# الدوري السويدي الدرجة الأولى 2015
الدوري السويدي الدرجة الأولى 2015 (بالسويدية: Division 1 i fotboll för herrar 2015)‏ هو موسم من الدوري السويدي الدرجة الأولى. فاز فيه نادي دلكورد.